# Relógio de sol da Universidade Estadual do Oeste do Paraná

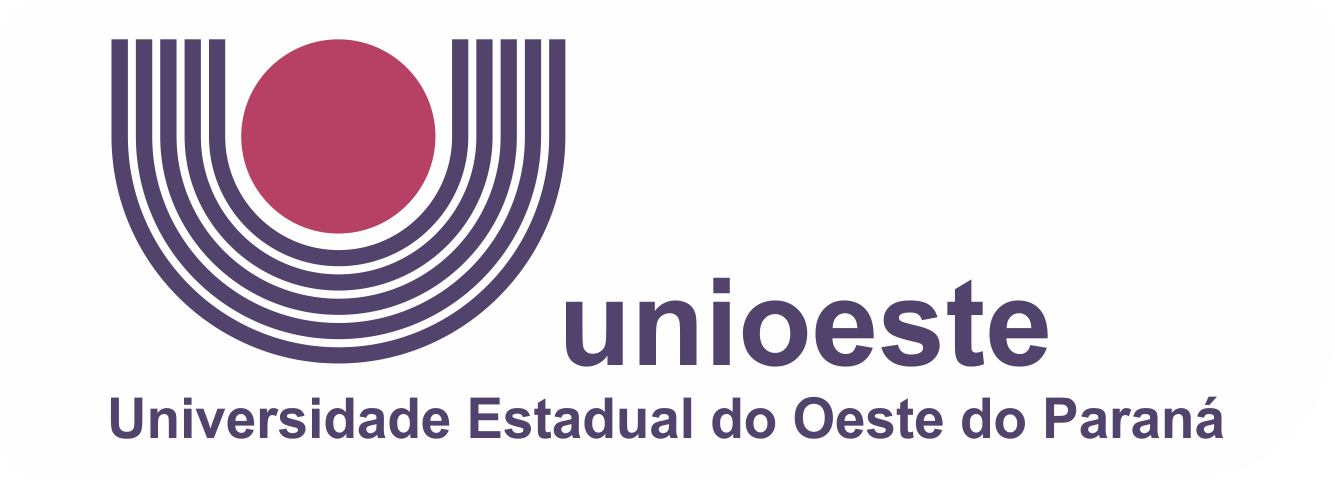
Universidade Estadual do Oeste do Paraná.

O relógio de sol da Universidade Estadual do Oeste do Paraná está situado no campus da cidade de Cascavel  da UNIOESTE e é um dos atrativos da cidade. O relógio tem como objetivo chamar a atenção para a ciência.

## Construção
A construção do Relógio de Sol Horizontal na Universidade partiu de uma ideia do Grupo de Pesquisa Formação de Professores de Ciências e Matemática (GT- FOPECIM), em parceria com a Associação dos Docentes de Cascavel (ADUC) da Universidade Estadual do Oeste do Paraná (UNIOESTE). Especificamente, o projeto foi fomentado pelo professor Vilmar Malacarne juntamente com dois acadêmicos dos cursos de Engenharias Agrícola e Civil, Willyan Becker e Igor Castoldi, respectivamente, que elaboraram e executaram voluntariamente o projeto, ao decorrer de um ano (2011-2012).

## Finalidade
O Relógio do Sol da UNIOESTE tem como objetivo levar a divulgação da ciência, para alunos das escolas públicas e privadas e toda a comunidade interna e externa à Universidade. De acordo com os envolvidos, o projeto é inédito na cidade e pretende trazer informações úteis como: saber as horas do dia a partir do sol e localizar geograficamente Cascavel.
Aberto a visitação publica o relógio possibilita a consulta das horas, pode-se observar as estação do ano com base na projeção das linhas das estações, além de identificar os pontos cardeais, as fases da lua e datas do ano. A localização geograficamente de cidades também é possível.

## Funcionamento
Os Relógios de Sol são instrumentos que determinam as divisões do dia através do movimento da sombra de um objeto, o gnômon, sobre o qual incidem os raios solares e que se projeta sobre uma base graduada, o mostrador ou quadrante.
O termo Horizontal refere-se à base plana horizontal, sobre a qual as linhas das horas são traçadas, originando-se a partir de um centro. A sombra projetada pela parte superior do gnômon, denominada estilo, indica a hora. A base do estilo encontra-se fixada no centro do relógio. O estilo deve formar um ângulo com a base igual ao módulo da latitude do local, de modo a apontar em direção ao polo celeste. O segmento deve estar ao longo da linha Norte-Sul.